# Narmer
Narmer (em egípcio:  nꜥr-mr) foi um faraó do Egito Antigo considerado o unificador das regiões do Alto e do Baixo Egito, e, portanto, teria sido o primeiro faraó do Egito unificado. É possível que tenha sucedido Escorpião II (ou Selk) ou Cá, governantes do período Pré-dinástico. Aparentemente, seus sucessores imediatos já o consideravam o fundador da Primeira Dinastia, embora a bibliografia moderna o coloque, por vezes, como o último governante da Dinastia 0. A Paleta de Narmer, na qual se encontra seu nome, retrataria a unificação do Alto e Baixo Egito. O período de seu reinado pode ter sido em qualquer momento entre 3273–2987 a.C, de acordo com datação em radio-carbono, mas é comum tomar-se a data de 3100 a.C. para seu início.
Seu nome é composto pelo símbolo do peixe-gato, que tem o valor fonético n'r, e pelo símbolo do cinzel, que tem o valor fonético mr, conforme representado no sereque que figura na parte superior da Paleta.
Recipientes com incisão do sereque que o identifica foram encontrados em várias localidades do Egito e do sul da Palestina, indicando que seu domínio pode ter se estendido para além do Vale do Nilo.
A identificação de Narmer com Menés é objeto de contínuo debate entre os egiptólogos. Segundo Mâneto, Menés teria sido o primeiro faraó do Egito. O debate se centra em torno da identificação de Menés com Narmer ou com seu sucessor Hor-Aha. Contudo, desde a publicação, em 1987, de duas impressões de selos provenientes da necrópole de Abidos, há uma tendência em identificar Menés a Narmer. Tais impressões de selos identificam Narmer como o primeiro faraó.

## Nome e identidade do faraó
O nome Narmer é uma leitura fonética com base nos símbolos do peixe-gato, cujo valor fonético é n'r, e do cinzel, com valor fonético mr, que constituem o sereque presente na parte superior da Paleta, que passou a ser identificada como Paleta de Narmer em razão de tal leitura do sereque.

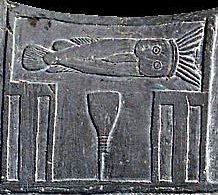
Detalhe da Paleta de Narmer, exibindo o nome do faraó.

O nome contido num sereque é designado como nome de Hórus, o mais antigo tipo de nomeação do faraó ao assumir essa posição. Contudo, atualmente prefere-se o termo "nome de sereque" por ser mais neutro, já que nem todo faraó utilizou o falcão, representação do deus Hórus, no topo de seu sereque.

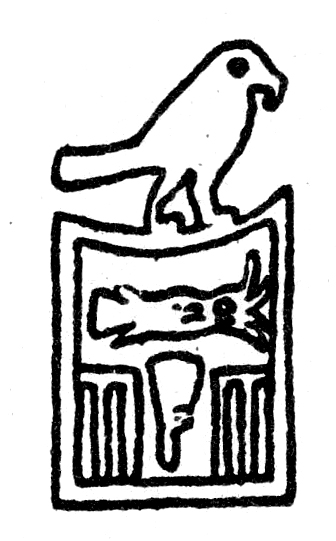
Sereque com o nome de Narmer.

### Narmer e Menés

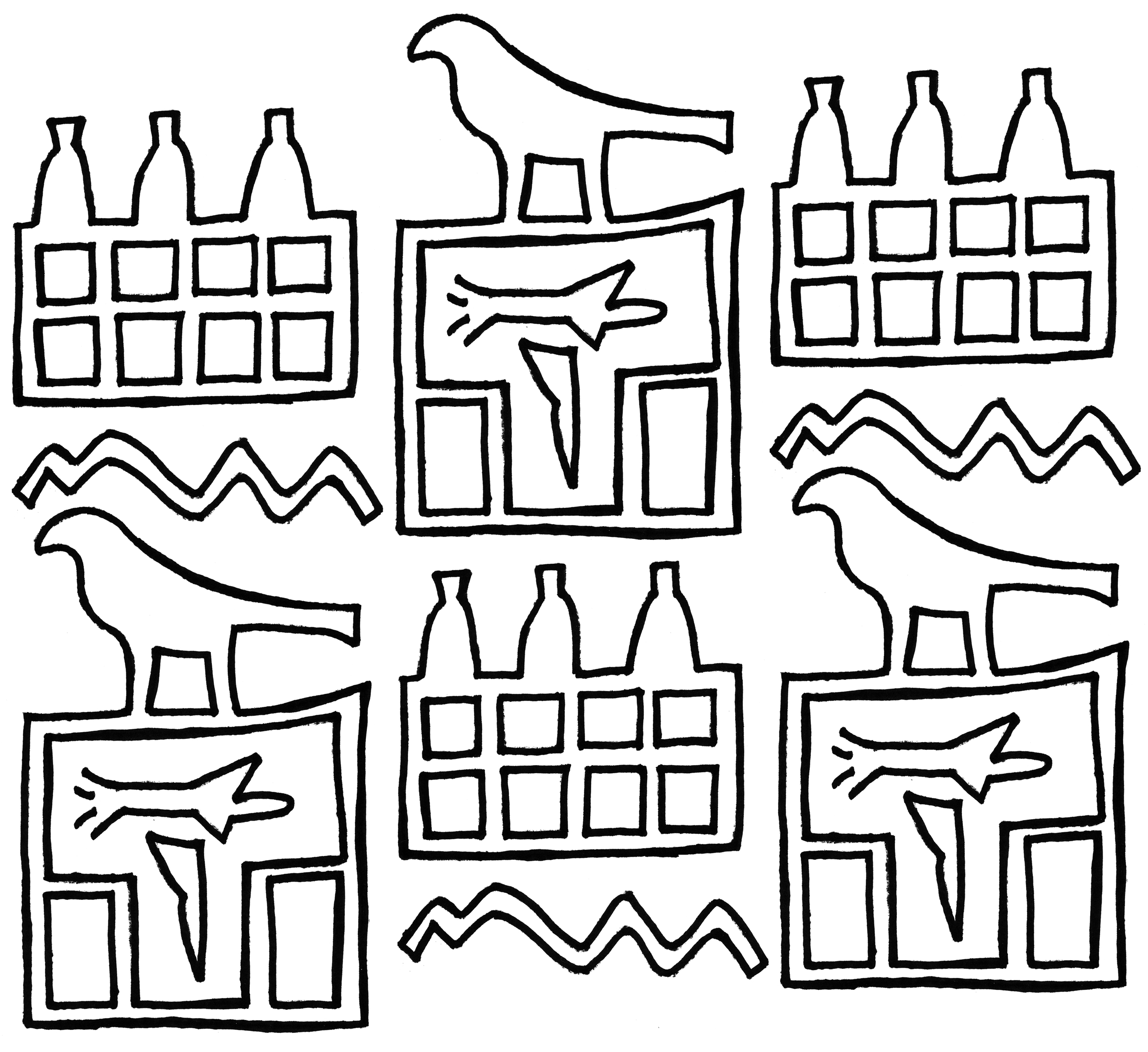
Reconstrução da impressão do selo de Narmer-Menés proveniente de Abidos.

A evidência mais antiga de uma possível associação da identidade de Narmer com a de Menés é uma impressão de selo proveniente de Abidos apresentando o sereque de Narmer alternado com o símbolo do tabuleiro, que apresenta o valor fonético mn, complementado pelo sinal de n, que é sempre usado na escrita do nome completo de Menés. Embora pareça uma forte evidência de que Narmer e Menés tivessem sido a mesma pessoa, a impressão do selo pode ser interpretada como contendo o nome de um príncipe de Narmer chamado Menés. Baseando-se em análises de outras impressões de selos da Primeira Dinastia contendo o nome de um ou mais príncipes, é possível interpretar que Menés tenha sido o sucessor de Narmer, ou seja, seu filho Hor-Aha.
De acordo com as listas de reis de Turim e Abidos, o primeiro faraó do Egito teria sido Menés, identificado com o Min (Μῖν) de Heródoto e com Menés (Μήνης), o fundador da Primeira Dinastia segundo Mâneto. Tais listas de faraós que começaram a aparecer no período do Novo Império exibem os nomes dos faraós na sua forma de nome de Nebti, e não pelo nome de Hórus. Portanto, é possível que Menés tenha sido o nome de Nebti de Narmer.
Um estudo de 2014 realizado por Thomas C. Heagy compilou uma lista de 69 egiptólogos que se manifestaram a respeito da identidade de Menés. Desse total, 41 identificam Menés com Narmer, enquanto 31 estão a favor da identificação de Menés com Hor-Aha. Discussões recentes a favor de Narmer incluem Kinnaer 2001, Cervelló-Autuori 2005 e Heagy 2014.

## Reinado
A Paleta de Narmer, descoberta por James E. Quibell entre 1897-1898 em Hieracômpolis, mostra Narmer vestindo a coroa do Alto Egito numa face da paleta (verso) e a coroa do Baixo Egito em outra (frente), dando origem à hipótese de que Narmer havia unificado as duas regiões. Desde sua descoberta, entretanto, há um debate a respeito da realidade histórica do evento representado na paleta. Contudo, em 1993, Günter Dreyer encontrou em Abidos um "rótulo do ano", parcialmente preservado, com um peixe-gato golpeando um cativo, identificado pela planta do papiro sobre a cabeça, indicando sua proveniência do Baixo Egito. Ao longo da Primeira Dinastia, os anos eram identificados pelo nome do faraó e um evento importante ocorrido naquele ano. Um "rótulo do ano" era anexado a um recipiente com produtos e incluía o nome do faraó, uma descrição ou representação do evento que identificava aquele ano e uma descrição dos produtos.

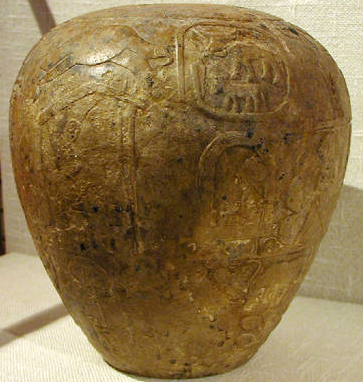
Cabeça de maça de Narmer, em exibição no Museu Ashmolean, Oxford, Grã-Bretanha.

Embora a evidência arqueológica sugira que o processo de unificação do Egito tenha se iniciado antes de Narmer, é bastante provável que ele a tenha concluído, conforme a Paleta de Narmer parece indicar. Tal evento deve ter assumido grande importância para Narmer, pois é celebrado não apenas na Paleta, mas em outros achados, dentre os quais o "rótulo do ano" de Narmer. É possível que a cabeça de maça de Narmer, encontrada junto com a Paleta, celebre as consequências do evento.

Várias inscrições parecem indicar que Narmer era considerado pelos próprios egípcios como o primeiro faraó e o unificador do Alto e do Baixo Egito. Dois selos encontrados na necrópole de Abidos colocam Narmer como o primeiro faraó da lista, seguido por Hor-Aha. Eles são fortes indicações de que Narmer tenha sido o primeiro faraó da Primeira Dinastia.

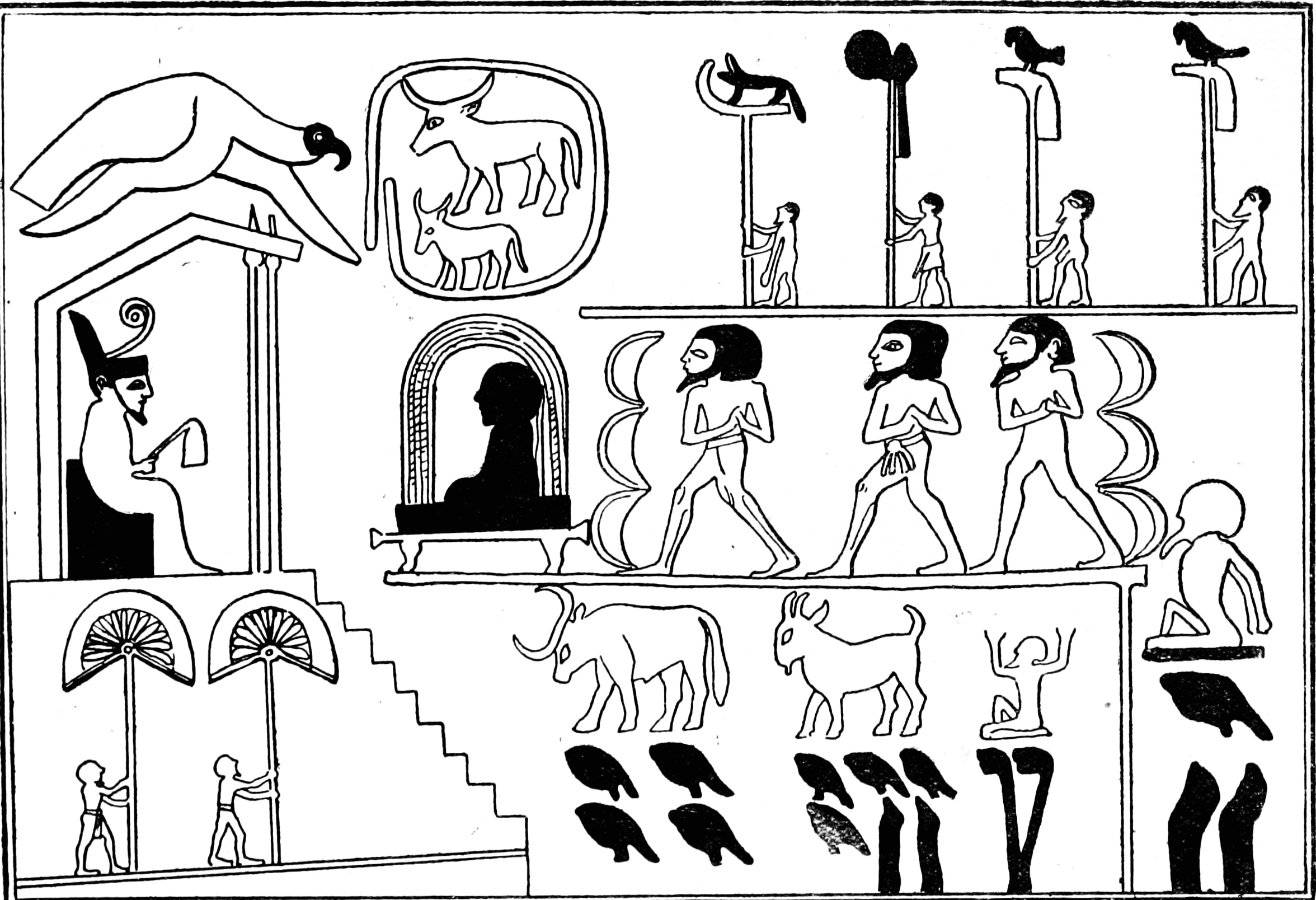
Desenho da cabeça de maça de Narmer. Cativos são apresentados ao faraó Narmer, entronado num naos. Museu Ashmolean, Oxford.

Sereques de Narmer foram encontrados em dez sítios no Baixo Egito e em nove sítios na região de Canaã, marcando o auge da presença egípcia nessa região. São 20 sereques atribuídos a Narmer encontrados na região de Canaã, enquanto apenas um sereque de seu predecessor Ca foi encontrado e uma inscrição com o nome de Iry-Hor. De seu sucessor, Hor-Aha, foi encontrado apenas um sereque. Para o restante das duas primeiras dinastias, há poucos sereques encontrados em Canaã.
A presença de seu nome em fragmentos cerâmicos encontrados no norte de Israel e no Delta do Nilo sugere a existência de um comércio ativo entre as duas regiões durante seu reinado.
Os nomes de Narmer e Hor-Aha foram encontrados na tumba que se acredita ser de Neithhotep, levando os egiptólogos a concluir que ela fosse a rainha consorte de Narmer e mãe de Hor-Aha. Neithhotep significa "Neith está satisfeita", Neith sendo a deusa patrona de Saís, localizada no lado ocidental do Delta do Nilo, área que Narmer conquistara com a unificação do Egito. Seu nome sugere que ela talvez fosse uma princesa do Baixo Egito e que o casamento visava consolidar a unificação das duas regiões. Entretanto, por sua tumba se localizar em Nacada, no Alto Egito, também é possível que ela tenha sido uma descendente de governantes de Nacada do período Pré-dinástico, anteriores à unificação, e que seu casamento tenha servido para fortalecer a união do Alto Egito. Foi também sugerido que a cabeça de maça de Narmer comemora tal casamento. Em 2012, Pierre Tallet encontrou inscrições em rochas no Sinai que sugerem que Neithhotep tenha sido regente do faraó Djer, possivelmente seu neto, por um período de tempo. Ela é a primeira mulher na história de quem se sabe o nome.

## Tumbas e artefatos
A tumba de Narmer em Umel Caabe, no Cemitério B da necrópole de Abidos, no Alto Egito, consiste de duas câmaras adjacentes (B17 e B18) revestidas com tijolo de barro. Embora tenha sido escavada pelo arqueólogo francês Émile Amélineau na última década do século XIX, durante suas campanhas de escavação em Abidos entre 1894 e 1898, e pelo egiptólogo britânico Flinders Petrie entre 1899 e 1903, foi apenas em 1964 identificada como pertencente a Narmer pelo egiptólogo alemão Werner Kaiser. Ela se localiza próximo ao túmulo de Cá, seu possível predecessor que teria governado o Alto Egito, e ao túmulo de Hor-Aha, que foi seu sucessor imediato. Abidos foi a principal necrópole da região de Tinis, e Narmer manteve a tradição de seus predecessores ao ter sua tumba construída ali. Não foi encontrado nenhum cenotáfio de Narmer em Sacara, no Baixo Egito, que servia de necrópole para a elite governante de Mênfis.
Sua tumba em Umel Caabe é considerada um tanto modesta, com a maior das duas câmaras medindo 3 metros de largura por 4.1 metros de altura e a menor medindo aproximadamente 3m de largura por 3m de altura. Dois buracos de 65cm de profundidade no chão da câmara B17 podem indicar o uso de vigas para sustentar o teto da tumba.

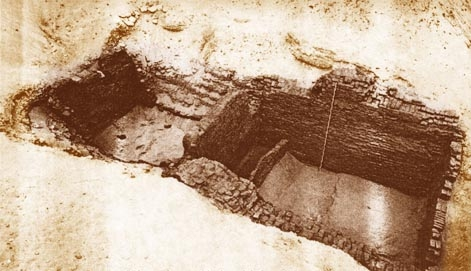
Câmaras B17 e B18 em Umel Caabe, que constituem a tumba de Narmer.

Durante o verão de 1994, a expedição de escavações de Naal Tila, no sul de Israel, descobriu um fragmento de cerâmica incisa (óstraco) com o sinal do sereque de Narmer, o mesmo indivíduo, cuja paleta cerimonial foi encontrada por James E. Quibell no Alto Egito. A óstraco foi encontrado em uma grande plataforma circular, possivelmente as bases de um silo de armazenamento em Halife Terrace. Datado de 3 000 a.C., estudos mineralógicos do fragmento concluem que é um fragmento de uma garrafa de vinho que havia sido importado do Vale do Nilo para Canaã.
Narmer havia produzido cerâmica egípcia no sul de Canaã – com o seu nome estampado nos vasos – e depois exportou de volta para o Egito. Os locais de produção incluem Tel Arade, Ein HaBesor, Rafá, e Tel Erani.

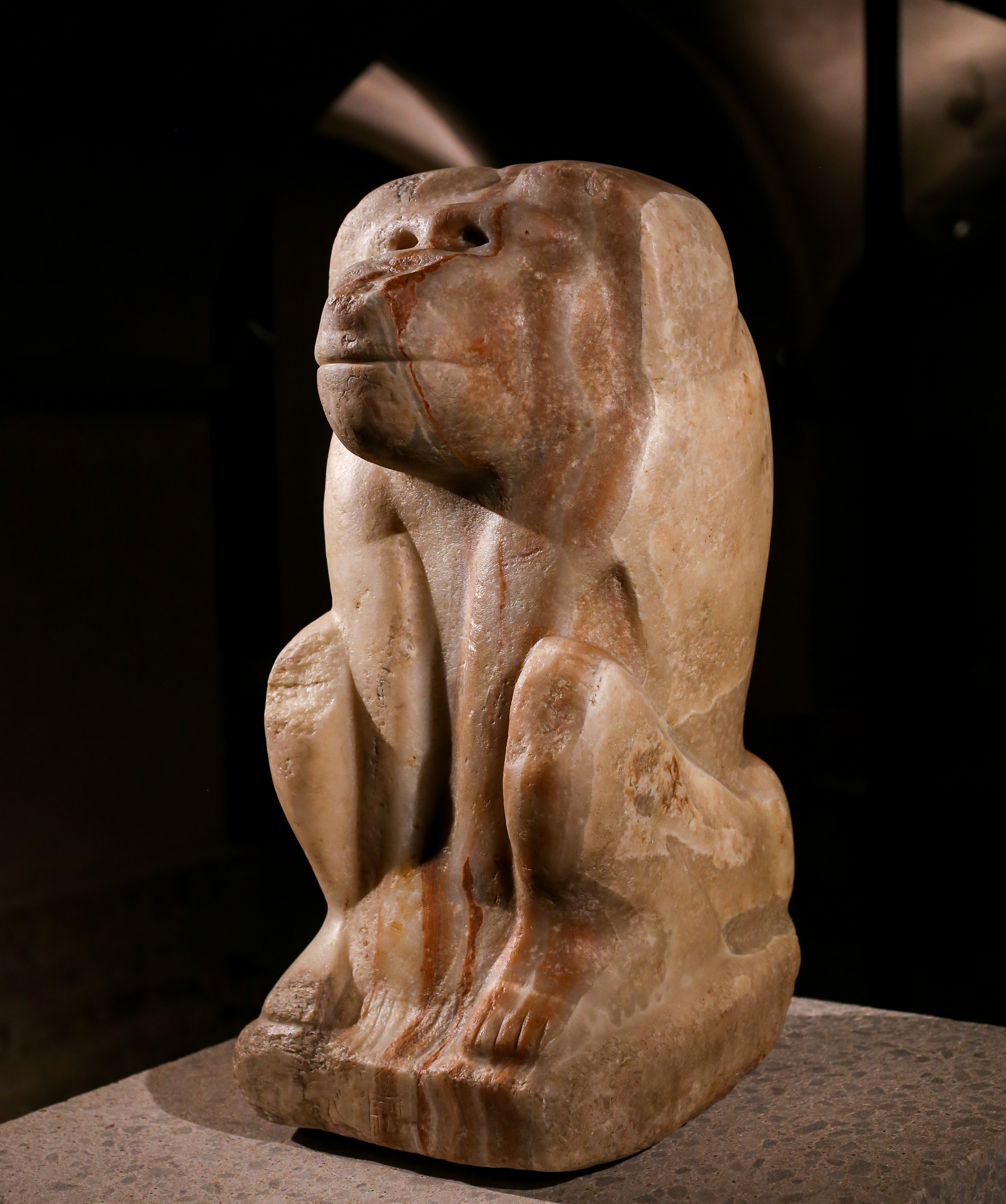
Estátua de alabastro de uma divindade em forma de babuíno com o nome do faraó Narmer inscrito na base, em exibição no Museu Egípcio de Berlim.
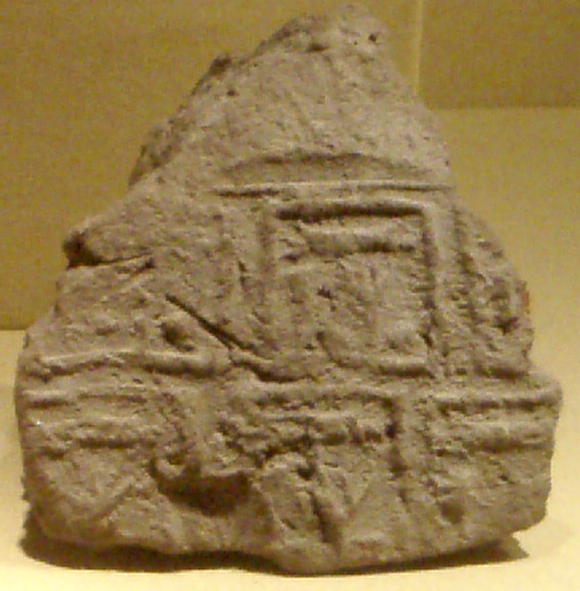
Selo de recipiente em barro, indicando que o conteúdo provém do espólio do faraó Narmer. Originalmente de Tarcã, agora em exibição no Museu Metropolitano de Arte, Nova Iorque.
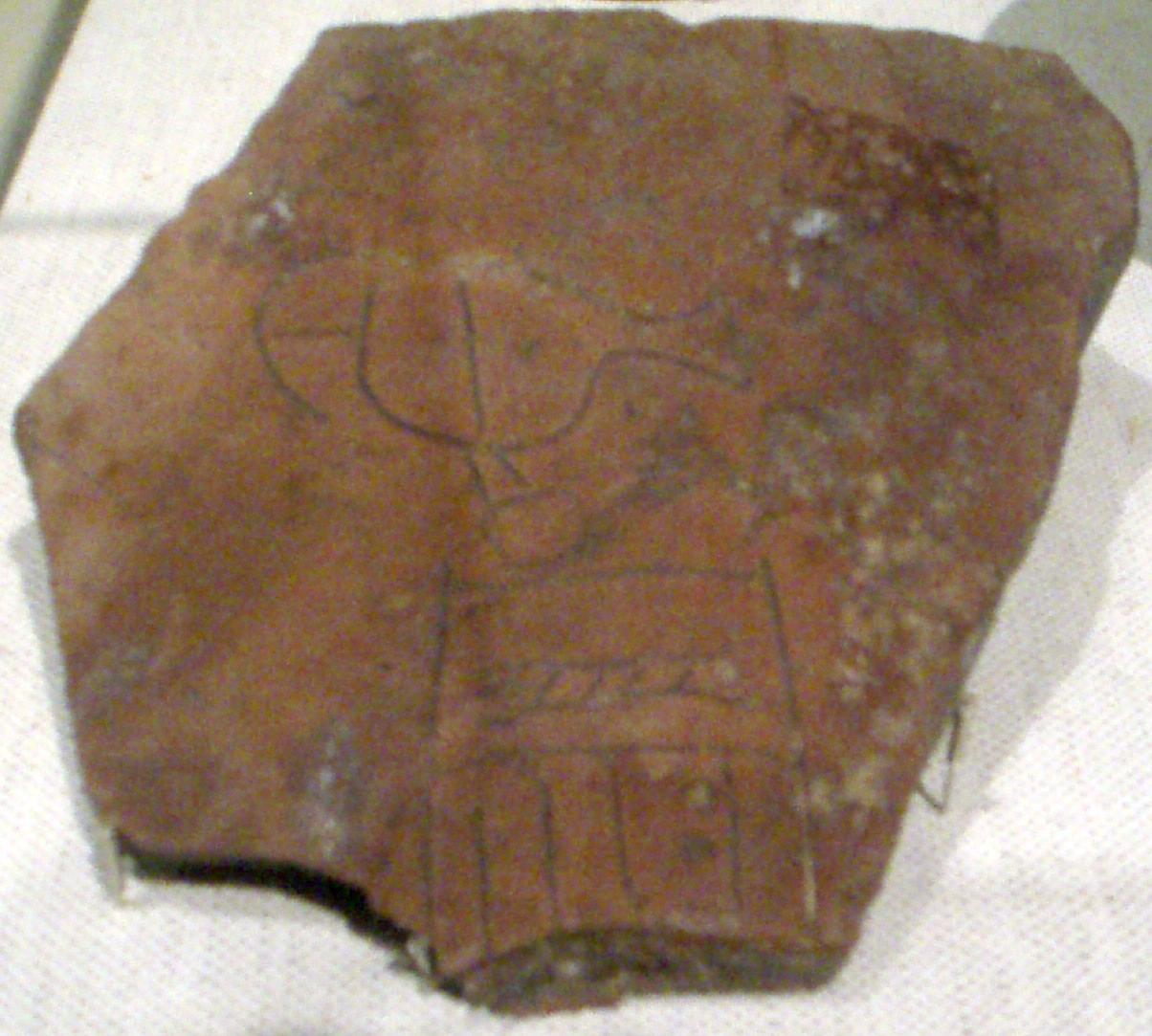
Fragmento de cerâmica com o sereque do faraó Narmer, em exibição no Museu de Belas Artes de Boston.
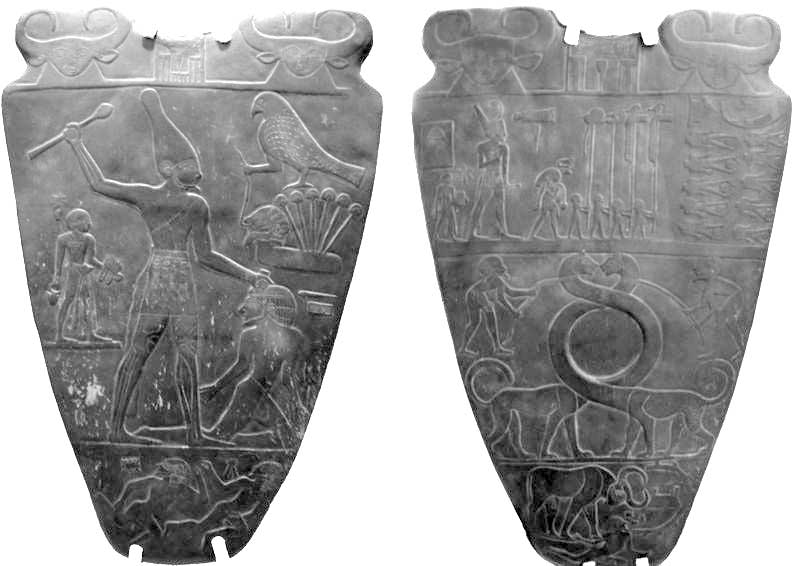
Frente e verso de réplica da Paleta de Narmer, em exibição no Museu Real de Ontário, em Toronto, Canadá